# Lampa rentgenowska

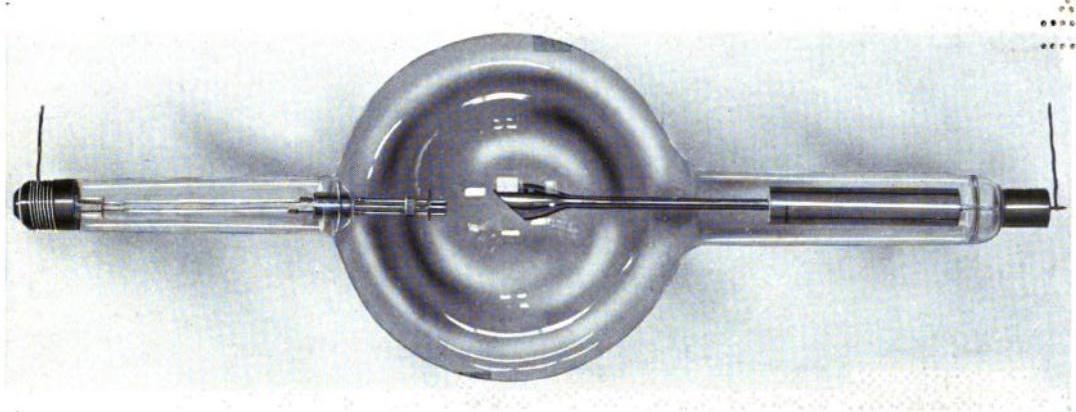
Lampa rentgenowska

Schemat lampy rentgenowskiej:
K: żarzona katoda
A: anoda
W_{in} i W_{out}: wlot i wylot cieczy (C) chłodzącej anodę
U_{h}: napięcie żarzenia katody
U_{a}: napięcie anodowe

Lampa rentgenowska – sztuczne źródło promieniowania rentgenowskiego, bańka próżniowa mająca zatopione elektrody (anodę i katodę) w postaci wolframowej spirali (w jonowej lampie rentgenowskiej bańka wypełniona jest gazem pod ciśnieniem rzędu 10-3 Tr).
Wysokie napięcie przyłożone do elektrod przyspiesza dodatnie jony (jonowa lampa rentgenowska) lub elektrony odrywające się z katody (elektronowa lampa rentgenowska). Cząstki te, bombardując elektrodę (katodę w lampie jonowej lub anodę w lampie elektronowej), emitują promieniowanie hamowania, będące strumieniem kwantów promieniowania X o ciągłym widmie energetycznym. 
Promieniowanie hamowania powstaje w wyniku oddziaływania cząstki z polami elektrostatycznymi jąder i elektronów w materii, z której wykonana jest anoda. Elektrony, zderzając się z anodą, są w niej hamowane, co powoduje powstawanie promieniowania X. 99% energii elektronów jest jednak zamieniane w ciepło, stąd konieczność chłodzenia lampy, które zapewnia ciecz chłodząca lub wirująca anoda.
Anoda stała wykonana jest z płytki wolframowej wtopionej w blok miedziany. Wewnątrz tego bloku przepływa woda chłodząca. Anoda wirująca ma postać wolframowego talerzyka, którego oś obrotu napędza silnik elektryczny. Wirnik silnika znajduje się wewnątrz bańki lampy, uzwojenie stojana na zewnątrz. Dzięki wirowaniu dyskowej anody strumień elektronów pada na coraz to inny jej punkt, co zapobiega nadmiernemu nagrzewaniu się anody. Zdarzają się przypadki awarii silnika napędzającego i wtedy w bardzo krótkim czasie dochodzi do wytopienia się anody i nieodwracalnego uszkodzenia lampy.